# Blaise Ntedju
Blaise Ntedju aussi connu sous le nom de Blaise Option est un acteur, réalisateur, scénariste et producteur de cinéma camerounais né le 19 février 1978 à Douala. À son actif, il compte une dizaine de films et séries diffusés sur diverses chaines de télévision africaines.

## Biographie

### Enfance et Débuts
Blaise Ntedju est né le 19 février 1976 à Douala, capitale économique du Cameroun, région du Littoral et est originaire de la région de l'Ouest Cameroun. Il est passionné du cinéma depuis son enfance. En 1996, il ouvre sa première salle de ciné-club, activité qu'il exerce pendant sept ans tout en écrivant ses scénarios.

### Formation
En 2015, il fait une formation en réalisation de cinéma, il s'inscrit au ciné cours Canada en ligne où il suit une formation pendant 6 mois.

### Carrière
En 2014, il se lance dans le cinéma où il fait appel à un autre réalisateur et ensembles, réalisent son premier long métrage intitulé Conséquences Tribales. Après sa formation en réalisation en 2015, il réalise son deuxième long métrage intitulée Engagement Mortel sorti le 30 novembre. Le film est retenu au Festival Écran Noirs 2016. Le réalisateur camerounais ne s’arrête pas là, il poursuit avec sa troisième sortie intitulée Miranda qui est en compétition pour le Festival Écrans Noirs 2017.
Il est le Président Directeur Général d'ORIMO Production (Original Movies Production).

## Filmographie

### Films
- 2013 : Conséquences tribales[7]
- 2015 : Engament mortel[8]
- 2016 : Miranda[9]
- 2017 : Rancœur[10]
- 2019 : Mon sang[11]
- 2019 : Cauchemar vivant[12]
- 2020 : Le Karma de la Tchiza[13]
- 2021 : Pour le meilleur et non le pire [14]
- 2024 : Une femme pour mon mari[15]
- 2024 : Baiser de Judas[16]
- 2025 : Dernière le masque
- 2025 : Maudite Infidélité
- 2025 : Ange ou Démon

#### Séries
- 2018 : Le Prix du péché[17]
- 2019 : Miel amer[18]
- 2019 : Manipulations fatales[19]
- 2021 : Tourbillon (Saisons 1&2)[20]
- 2022 : Ndinga[21]
- 2023 : 12 Cas[22]
- 2023 :Sugar Daddy[23]
- 2022 : Invivable[24]
- Héritage maudit

## Distinctions
- 2015: Nomination au Festival Écrans Noirs avec le film Engagement Mortel
- 2017: Nomination au Festival Écrans Noirs avec le film Miranda
- 2018:  Prix spécial du vote d'audience aux LFC Awards  [25].